# Borderlands (film)
Borderlands è un film del 2024 co-scritto e diretto da Eli Roth.
La pellicola è l'adattamento cinematografico dell'omonimo videogioco, e ha per protagonisti Cate Blanchett, Kevin Hart, Jack Black, Ariana Greenblatt e Jamie Lee Curtis.

## Trama
Sul pianeta Pandora, Roland, un soldato mercenario apparentemente ribelle, rapisce Tiny Tina con l'aiuto di Krieg, uno "psicopatico" che è stato internato nella stessa struttura.
Nel frattempo, sul pianeta Cytherea, Lilith, una cacciatrice di taglie, viene contattata da Atlas, un potente magnate aziendale. La convince a salvare Tina, sua figlia. Lilith torna su Pandora, il suo pianeta natale, per la prima volta da quando era piccola. Con l'aiuto di Claptrap, un robot che è stato misteriosamente programmato per aspettarla su Pandora, localizza Tina.
Dopo aver capito che Atlas vuole indietro sua figlia contro la sua volontà, Lilith si allea con Roland e Krieg quando vengono attaccati dalla "Crimson Lance", l'esercito privato di Atlas. Lilith viene informata che Tina è un'Eridiana, l'antica razza che abitava Pandora e che solo lei può aprire la Cripta, dove sono custoditi i segreti e i poteri di questa civiltà perduta.
Con l'aiuto della madre adottiva di Tina, la dottoressa Patricia Tannis, trovano la chiave per aprire il Vault in un labirinto sotterraneo occupato da una tribù di "Psychos". Riescono a portare la chiave in superficie. Quando Lilith distrugge il dispositivo che Atlas le ha affidato per comunicare con lui, lui invia un drone robotico con una proiezione olografica di se stesso e spiega che vuole ancora la ragazza. Tina sente la fine della conversazione e crede che Lilith li abbia traditi e le invia una granata, lasciandola priva di sensi.
Il giorno dopo, la squadra se ne va senza Lilith e Claptrap. Lilith torna per caso nell'insediamento, ora abbandonato, dov'è cresciuta e dove la madre l'ha vista per l'ultima volta, affidandola a Tennis. Entra in quella che era casa sua e Claptrap, visto il simbolo dell'aquila, attiva un ologramma dove la madre di Lilith le dice di averlo programmato apposta per trovarla perché la persona speciale era lei.
Trovano la Cripta, solo per rendersi conto che Atlas li ha preceduti e vuole che la aprano. Ma Tina non è in grado di aprire la Cripta. Lilith appare e spiega che è lei quella che può farlo, essendo anche lei un'Eridiana: è persino la divinità Eridiana conosciuta come Firehawk. Atlas minaccia di uccidere Tina se non apre la Cripta. Lei obbedisce ma intrappola Atlas all'interno, dove una creatura lo trascina via. Il gruppo celebra la propria sopravvivenza.

## Promozione
Il primo trailer del film è stato diffuso il 21 febbraio 2024.

## Distribuzione
Il film è stato distribuito nelle sale cinematografiche statunitensi a partire dal 9 agosto 2024 e in quelle italiane il 7 agosto.

## Accoglienza

### Incassi
A fronte di un budget di 100 milioni, il film si è rivelato un flop al botteghino, incassando solo 15482668 $ in Nordamerica e 17534699 $ nel resto del mondo, per un totale di 33017367 $.

### Critica
Il film è stato stroncato sia dalla critica che dai fan di lunga data di Borderlands. Sull'aggregatore di recensioni Rotten Tomatoes ha una percentuale di gradimento del 10% basato su 165 recensioni, su Metacritic 36 critici gli assegnano un voto medio di 26 su 100.
Federico Rizzo su Sentieri Selvaggi boccia il film scrivendo che Roth «ripropone il medesimo umorismo e una violenza piuttosto edulcorata. Senza il gameplay resta però solo una sensazione di cringe difficile da scrollarsi di dosso».